# Domaszów (obwód lwowski)
Domaszów (ukr. Домашів) – wieś na Ukrainie, w rejonie czerwonogrodzkim obwodu lwowskiego. Wieś liczy około 925 mieszkańców.
Wieś starostwa mostowskiego, położona była w XVIII wieku w województwie bełskim. W II Rzeczypospolitej do 1934 samodzielna gmina jednostkowa. Następnie należała do zbiorowej wiejskiej gminy Bruckenthal w powiecie rawskim w woj. lwowskim. 
W 1944 nacjonaliści ukraińscy z OUN-UPA zamordowali tutaj 12 Polaków.
Po wojnie wieś weszła w struktury administracyjne Związku Radzieckiego.